# Aurensan (Gers)
Aurensan (gaskognisch: gleicher Name) ist eine französische Gemeinde mit 132 Einwohnern (Stand 1. Januar 2022) im Département Gers in der Region Okzitanien (zuvor Midi-Pyrénées); sie gehört zum Arrondissement Mirande und zum Gemeindeverband Communauté de communes d’Aire-sur-l’Adour.

## Geografie
Aurensan liegt rund zehn Kilometer südöstlich der Kleinstadt Aire-sur-l’Adour ganz im Westen des Départements Gers. Es gehört zum Weinbaugebiet Côtes de Saint-Mont. Die wichtigsten Gewässer sind der Fluss Larcis, der Bach Claquessot und mehrere Teiche. Wichtigste überregionale Verkehrsverbindung ist die wenige Kilometer westlich der Gemeinde verlaufende Autoroute A65 (Teil der Europastraße 7). Der nächstgelegene Bahnhof ist in Aire-sur-l’Adour.
Umgeben wird Aurensan von den Nachbargemeinden Lannux im Norden, Labarthète im Osten, Viella im Südosten,  im Süden, Verlus im Südwesten sowie Projan im Nordwesten.

## Geschichte
Die Gemeinde gehört historisch zur Gascogne. Von 1793 bis 1801 gehörte Aurensan zum Distrikt Nogaro und zum Kanton Barcelonne. 1822 wurden die damaligen Gemeinden Camicas (1821:96 Einwohner) und Gellemale (1821: 75 Einwohner) in die Gemeinde Aurensan eingegliedert.   

## Bevölkerungsentwicklung
| Jahr                       | 1793 | 1821 | 1831 | 1896 | 1962 | 1968 | 1975 | 1982 | 1990 | 1999 | 2006 | 2012 |
| Einwohner                  | 128  | 122  | 316  | 307  | 189  | 170  | 171  | 167  | 136  | 129  | 128  | 135  |
| Quellen: Cassini und INSEE |      |      |      |      |      |      |      |      |      |      |      |      |

## Sehenswürdigkeiten
- Kirche Saint-Christophe aus dem 18. Jahrhundert
- Denkmal für die Gefallenen
- Kreuz bei der Dorfkirche

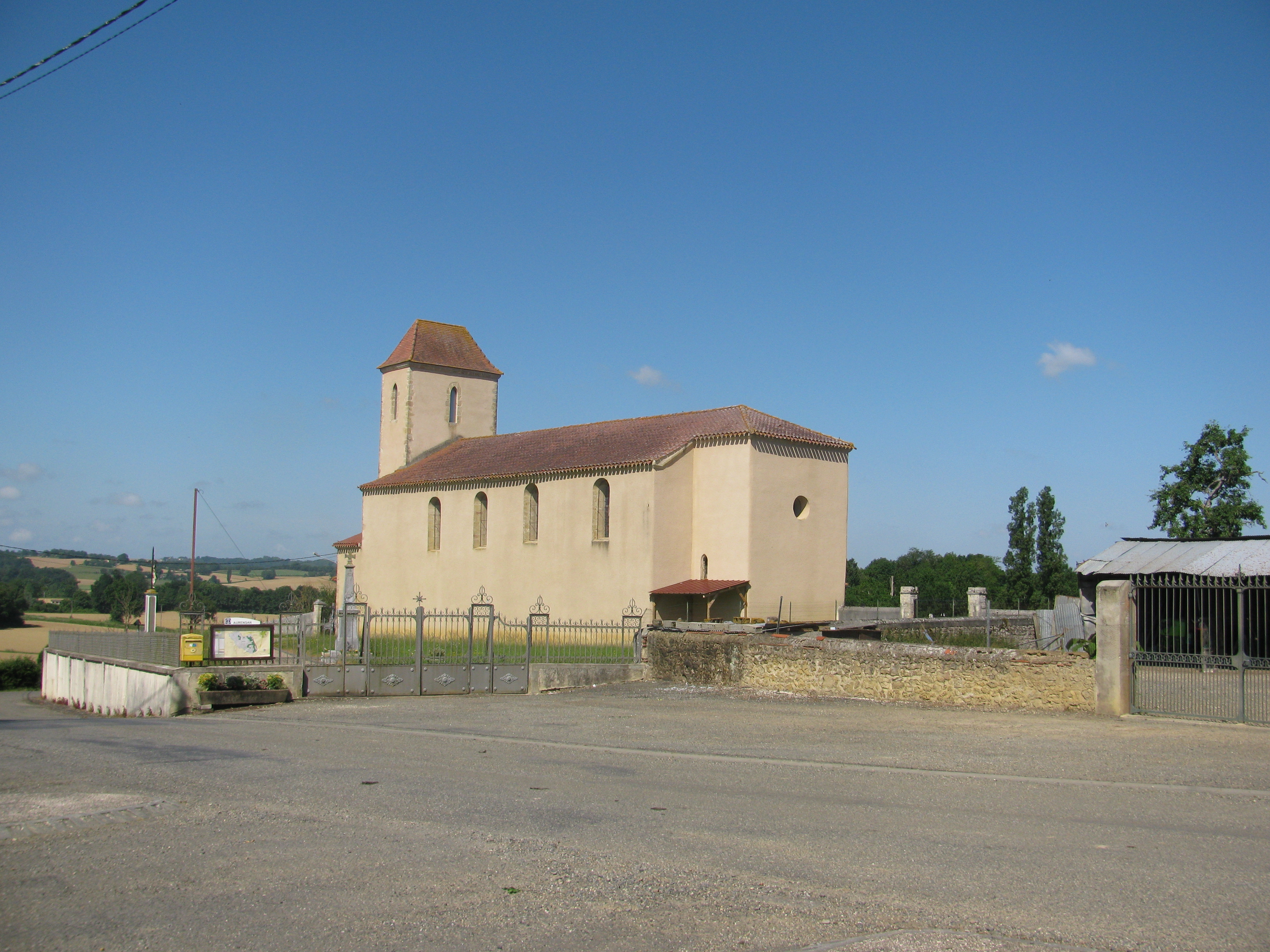
Dorfkirche Saint-Christophe
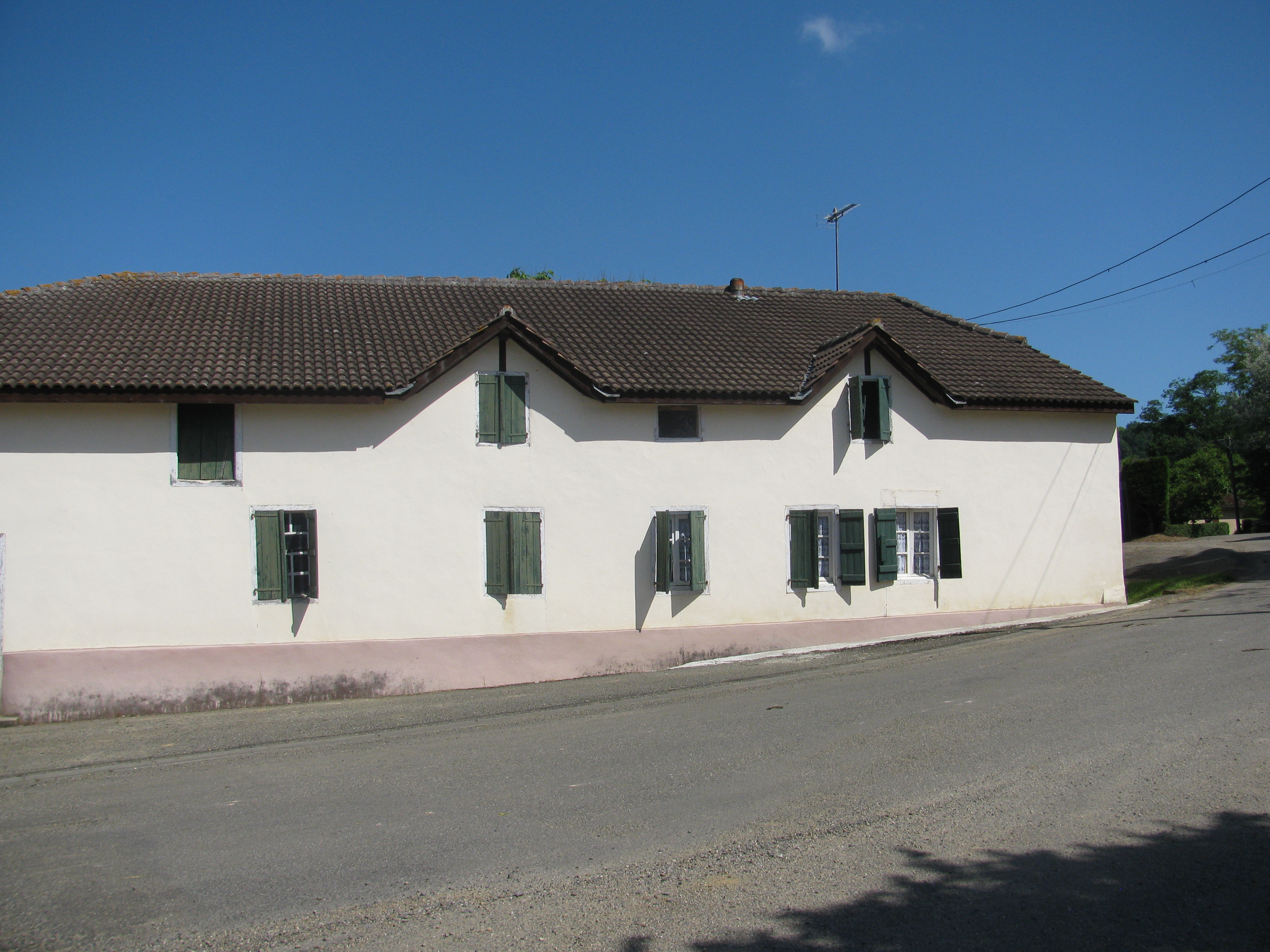
Haus in Aurensan
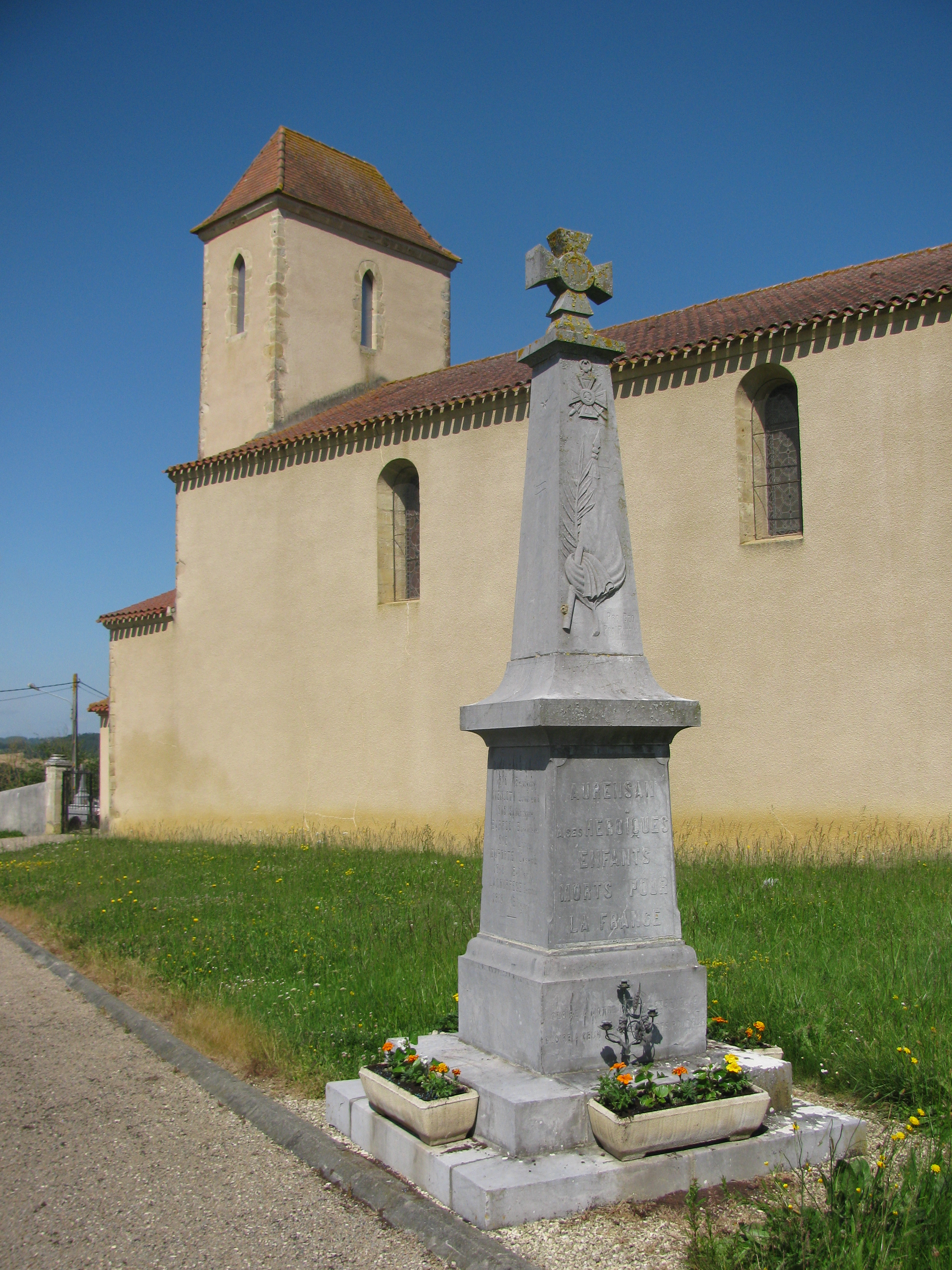
Denkmal für die Gefallenen
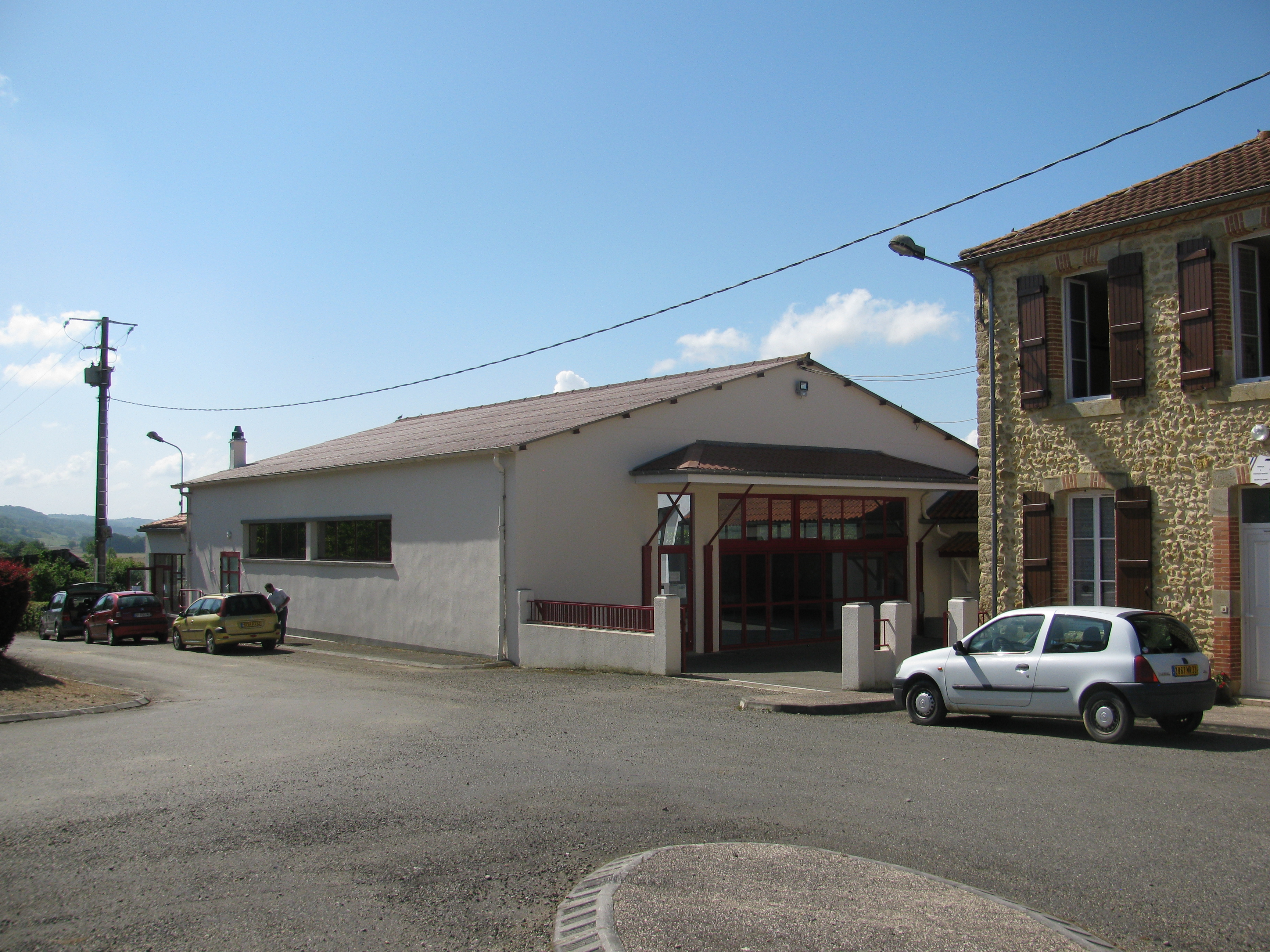
Gemeindesaal